# Paul Du Bois-Reymond

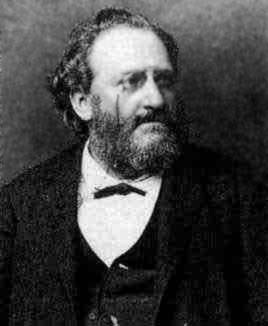
Paul Du Bois-Reymond

Paul David Gustav du Bois-Reymond (n. 2 decembrie 1831 la Berlin - d. 7 aprilie 1889 la Freiburg) a fost un matematician german.
A fost frate cu Emil du Bois-Reymond.
Inițial s-a ocupat de medicină.
A fost profesor de matematică la Berlin și Freiburg.

## Activitate științifică
S-a ocupat cu: ecuațiile cu derivate parțiale, seriile Fourier, criteriile de convergență ale seriilor, teoria mulțimilor infinite.
A demonstrat că o funcție discontinuă poate fi integrată dacă mulțimea punctelor sale de discontinuitate formează un grup integrabil, adică poate fi acoperit de către un șir finit de intervale a cărei lungime totală este nulă.
S-a ocupat și de studiul curenților bioelectrici (electricitate animală).

## Scrieri
- 1873: Über die sprungweise Werthveränderungen analytischer Funktionen
- 1873: Über die Darstellung stetiger Funktionen durch trigonometrische Reihen
- 1875: Beweiss das die Koeffizienten der trigonometrischen Reihen
- 1877: Über die Paradoxen des Infiniterkalküls
- Über Integration und Differenziation infinitarer Reationen
- 1882: Allgemeinen Funktionen Theorie.